# NR2E1
NR2E1 (англ. Nuclear receptor subfamily 2 group E member 1) – білок, який кодується однойменним геном, розташованим у людей на короткому плечі 6-ї хромосоми. Довжина поліпептидного ланцюга білка становить 385 амінокислот, а молекулярна маса — 42 589.
| 10         |  | 20         |  | 30         |  | 40         |  | 50         |
| ---------- |  | ---------- |  | ---------- |  | ---------- |  | ---------- |
| MSKPAGSTSR |  | ILDIPCKVCG |  | DRSSGKHYGV |  | YACDGCSGFF |  | KRSIRRNRTY |
| VCKSGNQGGC |  | PVDKTHRNQC |  | RACRLKKCLE |  | VNMNKDAVQH |  | ERGPRTSTIR |
| KQVALYFRGH |  | KEENGAAAHF |  | PSAALPAPAF |  | FTAVTQLEPH |  | GLELAAVSTT |
| PERQTLVSLA |  | QPTPKYPHEV |  | NGTPMYLYEV |  | ATESVCESAA |  | RLLFMSIKWA |
| KSVPAFSTLS |  | LQDQLMLLED |  | AWRELFVLGI |  | AQWAIPVDAN |  | TLLAVSGMNG |
| DNTDSQKLNK |  | IISEIQALQE |  | VVARFRQLRL |  | DATEFACLKC |  | IVTFKAVPTH |
| SGSELRSFRN |  | AAAIAALQDE |  | AQLTLNSYIH |  | TRYPTQPCRF |  | GKLLLLLPAL |
| RSISPSTIEE |  | VFFKKTIGNV |  | PITRLLSDMY |  | KSSDI      |  |            |

A: Аланін

C: Цистеїн

D: Аспарагінова кислота

E: Глутамінова кислота

F: Фенілаланін

G: Гліцин

H: Гістидин

I: Ізолейцин

K: Лізин

L: Лейцин

M: Метіонін

N: Аспарагін

P: Пролін

Q: Глутамін

R: Аргінін

S: Серин

T: Треонін

V: Валін

W: Триптофан

Кодований геном білок за функціями належить до репресорів, рецепторів, активаторів, білків розвитку. 
Задіяний у таких біологічних процесах, як транскрипція, регуляція транскрипції, альтернативний сплайсинг. 
Білок має сайт для зв'язування з іонами металів, іоном цинку, ДНК. 
Локалізований у ядрі.